# Canton de Marquise
Le canton de Marquise est une ancienne division administrative française située dans le département du Pas-de-Calais et la région Nord-Pas-de-Calais.

## Géographie

le canton de Marquise dans l'arrondissement de Boulogne-sur-Mer

Ce canton est organisé autour de Marquise dans l'arrondissement de Boulogne-sur-Mer. Son altitude varie de 0 m (Ambleteuse) à 163 m (Leubringhen) pour une altitude moyenne de 72 m.

## Histoire
De 1833 à 1848, les cantons de Guînes et de Marquise avaient le même conseiller général. Le nombre de conseillers généraux était limité à 30 par département.

## Représentation

### conseillers généraux de 1833 à 2015
| Période | Période      | Identité                  | Étiquette    | Qualité                                                                                |
| ------- | ------------ | ------------------------- | ------------ | -------------------------------------------------------------------------------------- |
| 1833    | 1843 (décès) | Henry Dessaux (1773-1843) |              | Président du Tribunal civil de Boulogne                                                |
| 1843    | 1848         | Clément de Guizelin       |              | Propriétaire, adjoint au Maire de Guînes                                               |
| 1848    | 1864         | Alexandre Pinart          |              | Maître de forges, maire de Marquise                                                    |
| 1864    | 1877         | Antoine de Wailly         | Droite       | Ingénieur des Ponts, directeur des usines métallurgiques Maire de Marquise             |
| 1877    | 1880 (décès) | Charles Martinet          | Droite       |                                                                                        |
| 1880    | 1889         | Jean-Baptiste Pérus       | Républicain  | Notaire, maire de Marquise                                                             |
| 1889    | 1909 (décès) | Paul Dussaussoy           | Conservateur | Propriétaire à Calais Député (1893-1902; 1906-1909)                                    |
| 1909    | 1919         | Guislain de France        | Républicain  | Propriétaire à Saint-Inglevert Député (1910-1914) Maire de Saint-Inglevert (1904-1919) |
| 1919    | 1937         | Constant Randon           | Rad.         | Maire de Rinxent (1919 → 1937)                                                         |
| 1937    | 1940         | Louis Le Sénéchal         | SFIO         | Instituteur à Marquise                                                                 |
| 1940    | 1945         | Seconde Guerre Mondiale   |              |                                                                                        |
|         |              |                           |              |                                                                                        |
| 1943    | 1945         | Eugène Delattre           |              | Agriculteur Maire d'Audinghen Nommé conseiller départemental en 1943                   |
|         |              |                           |              |                                                                                        |
| 1945    | 1976         | Louis Le Sénéchal         | SFIO puis PS | Député (1967 → 1968 et 1973 → 1977) Maire de Marquise (1945 → 1977)                    |
| 1976    | 1988         | Georges Carpentier        | PS           | Directeur d'école Maire de Rety                                                        |
| 1988    | 2015         | Martial Herbert           | PS           | Maire de Marquise (2001 → 2011) Président de la CC Terre des 2 caps (2001 → 2014)      |

### Conseillers d'arrondissement (de 1833 à 1940)
| Période                                  | Période      | Identité                       | Étiquette    | Qualité |
| ---------------------------------------- | ------------ | ------------------------------ | ------------ | --- |
| 1833                                     | 1838 (décès) | Bruno Lemaître (1767-1838)     |              | Juge de paix à Marquise, propriétaire à Wierre-Effroy                                                       |
| 1839                                     | 1842 (décès) | Philippe Marie Augustin Rohart |              | Juge de paix à Marquise, propriétaire à Audembert                                                           |
| 1842                                     | 1848         | M. Leducq d'Omps               |              | Marchand de vins à Marquise                                                                                 |
|                                          |              |                                |              | |
|                                          | 1884 (décès) | Jules Taverne (1826-1884)      |              | Négociant en fer à Marquise                                                                                 |
|                                          |              |                                |              | |
|                                          | 1892         | Jacques-Alfred Hamerel         |              | Maire d'Audinghen                                                                                           |
| 1892                                     | 1898         | Louis-Marie Leducq             | Républicain  | Propriétaire, agriculteur, maire de Marquise                                                                |
| 1898                                     | 1919         | Félicien Delattre (1845-1928)  | Libéral      | Apiculteur, maire de Selles (1876-1919)                                                                     |
| 1919                                     | 1922         | Léon Gauchez                   | Républicain  | Instituteur, employé des contributions indirectes, Marquise                                                 |
| 1922                                     | 1934         | Jean Adam (1883-1939)          | Progressiste | Notaire à Marquise                                                                                          |
| 1934                                     | 1939 (décès) | Michel Petitprez               | FR           | Maire de Saint-Inglevert                                                                                    |
| 1939                                     | 1940         |                                |              | |
| 1940                                     |              |                                |              | Les conseils d'arrondissement ont été suspendus par la loi du 12 octobre 1940 et n'ont jamais été réactivés |
| Les données manquantes sont à compléter. |              |                                |              | |

## Composition
| Nom                  | Code Insee | Intercommunalité             | Superficie (km2) | Population (dernière pop. légale) | Densité (hab./km2) |
| -------------------- | ---------- | ---------------------------- | ---------------- | --------------------------------- | ------------------ |
| Marquise (chef-lieu) | 62560      | CC de la Terre des Deux Caps | 13,46            | 5 158 (2014)                      | 383                |
| Ambleteuse           | 62025      | CC de la Terre des Deux Caps | 5,45             | 1 845 (2014)                      | 339                |
| Audembert            | 62052      | CC de la Terre des Deux Caps | 7,50             | 403 (2014)                        | 54                 |
| Audinghen            | 62054      | CC de la Terre des Deux Caps | 13,09            | 575 (2014)                        | 44                 |
| Audresselles         | 62056      | CC de la Terre des Deux Caps | 5,72             | 679 (2014)                        | 119                |
| Bazinghen            | 62089      | CC de la Terre des Deux Caps | 13,20            | 412 (2014)                        | 31                 |
| Beuvrequen           | 62125      | CC de la Terre des Deux Caps | 4,75             | 426 (2014)                        | 90                 |
| Ferques              | 62329      | CC de la Terre des Deux Caps | 8,97             | 1 827 (2014)                      | 204                |
| Hervelinghen         | 62444      | CC de la Terre des Deux Caps | 5,89             | 231 (2014)                        | 39                 |
| Landrethun-le-Nord   | 62487      | CC de la Terre des Deux Caps | 7,70             | 1 284 (2014)                      | 167                |
| Leubringhen          | 62503      | CC de la Terre des Deux Caps | 7,98             | 288 (2014)                        | 36                 |
| Leulinghen-Bernes    | 62505      | CC de la Terre des Deux Caps | 6,90             | 427 (2014)                        | 62                 |
| Maninghen-Henne      | 62546      | CC de la Terre des Deux Caps | 3,99             | 341 (2014)                        | 85                 |
| Offrethun            | 62636      | CC de la Terre des Deux Caps | 2,62             | 270 (2014)                        | 103                |
| Rety                 | 62705      | CC de la Terre des Deux Caps | 18,25            | 2 079 (2014)                      | 114                |
| Rinxent              | 62711      | CC de la Terre des Deux Caps | 8,38             | 2 915 (2014)                      | 348                |
| Saint-Inglevert      | 62751      | CC de la Terre des Deux Caps | 6,60             | 738 (2014)                        | 112                |
| Tardinghen           | 62806      | CC de la Terre des Deux Caps | 8,72             | 145 (2014)                        | 17                 |
| Wacquinghen          | 62867      | CC de la Terre des Deux Caps | 2,47             | 250 (2014)                        | 101                |
| Wierre-Effroy        | 62889      | CC de la Terre des Deux Caps | 18,91            | 773 (2014)                        | 41                 |
| Wissant              | 62899      | CC de la Terre des Deux Caps | 12,79            | 998 (2014)                        | 78                 |

## Démographie
| 1962   | 1968   | 1975   | 1982   | 1990   | 1999   | 2006   | 2011   | 2012   |
| ------ | ------ | ------ | ------ | ------ | ------ | ------ | ------ | ------ |
| 17 994 | 18 384 | 18 467 | 18 977 | 19 701 | 20 561 | 21 459 | 21 987 | 21 997 |